# Закон Рауля

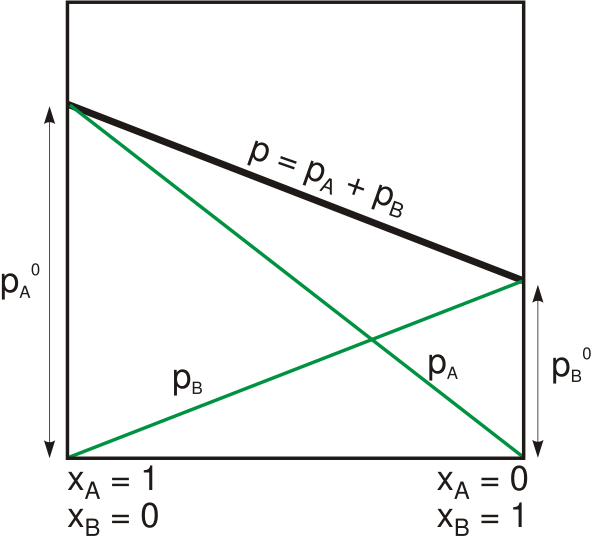
Тиск пари над бінарним розчином, для якого виконується закон Рауля

Зако́н Рау́ля (рос. закон Рауля; англ. Raoult’s law; нім. Raoultsches Gesetz n) — парціальні тиски рі пари кожного з компонентів ідеального розчину при постійній температурі є пропорційними до молярних часток цих компонентів в рідкій фазі {\displaystyle x_{i}}:
{\displaystyle p_{i}=p_{i}^{\prime }x_{i}},
де {\displaystyle p_{i}^{\prime }} — пружність пари чистого розчинника.
Закон установив Франсуа Марі Рауль.
Залежність зниження тиску пари розчинів від їхньої концентрації виражається першим 
законом Рауля (1887): відносне зниження тиску насиченої пари над розчином 
прямопропорційне мольній частці розчиненої речовини. 

Другий закон Рауля: підвищення температури кипіння, або зниження температури 
замерзання розчину прямопропорційне моляльній концентрації розчиненої речовини. 
Коефіцієнти пропорційності називають відповідно ебуліоскопічна і кріоскопічна сталі. 
Значення коефіцієнтів залежать лише від природи розчинника.

## Застосування
На основі закону Рауля можна визначати молекулярну масу речовин (неелектролітів). Розчини електролітів не підлягають закону Рауля внаслідок електролітичної дисоціації (через збільшення кількості часточок у розчині).